# Eric Morel
Eric Morel est un boxeur portoricain né le 1er octobre 1975 à San Juan.

## Carrière de boxeur
Passé dans les rangs professionnels en 1996, il devient champion du monde des poids mouches WBA le 5 août 2000 en battant aux points Sornpichai Kratingdaenggym. Morel conserve à 5 reprises sa ceinture puis s'incline également aux points contre Lorenzo Parra le 6 décembre 2003. Il met un terme à sa carrière sportive en 2012 sur un bilan de 46 victoires et 4 défaites.